# Argyrodes viridis
Argyrodes viridis är en spindelart som först beskrevs av Vinson 1863.  Argyrodes viridis ingår i släktet Argyrodes och familjen klotspindlar. Inga underarter finns listade i Catalogue of Life.